# Лудвиг V фон Фробург
Лудвиг V фон Фробург (на немски: Ludwig V von Frohburg; † сл. 5 юли 1307) от род Фробург е граф на Фробург-Цофинген в Ааргау, Швейцария. Роднина е с род Хоенщауфен.
Той е син на граф Хартман фон Фробург († сл. 1281) и втората му съпруга Ита фон Волхузен († 1299), внучка на Арнолд II фон Волхузен († сл. 1226), дъщеря на Маркварт III фон Волхузен († 1282) и Аделхайд († 1288). Внук е на граф Лудвиг III фон Фробург († 1256/1259), основател на клона Фробург-Цофинген, и Гертруда фон Хабсбург († сл. 1241/1242), леля на крал Рудолф I фон Хабсбург († 1291), дъщеря на граф и ландграф Рудолф II фон Хабсбург Добрия († 1232).
Брат е на Маркварт фон Фробург († сл. 1317), каноник в Цофинген, и на Елизабет фон Фробург († 1327), омъжена I. на 21 май 1302 г. (позволение за брак) за роднината си граф Херман V фон Зулц († 1311), II. пр. 22 април 1315 г. за херцог Лудвиг V фон Тек († 1332/ 1334). Майка му Ита фон Волхузен се омъжва втори път пр. 6 септември 1280 г. за Херман IV фон Зулц (III) († 1308/1311), бащата на граф Херман V фон Зулц († 1311).
През 13 век в Цофинген родът сече монети, които и днес се използват. Около средата на 13 век фамилията Фробург се дели на три линии. През 1274 г. Фробургите трябва да продадат почти цялата си собственост на крал Рудолф I фон Хабсбург.
Лудвиг V фон Фробург умира неженен сл. 5 юли 1307. С него клонът Фробург-Цофинген изчезва. Собственостите на фамилията отиват на Хабсбургите.